# Protonen-Computertomografie
Die Protonen-Computertomografie (kurz: Protonen-CT) ist ein bildgebendes Verfahren, das ähnlich wie Photonen-Computertomografie funktioniert, aber Protonen anstelle von Photonen verwendet. Es kann potenziell die Exaktheit in der Bestrahlungsplanung und Patientenpositionierung für die Partikeltherapie von Tumoren steigern.

## Beschreibung
Der Unterschied zwischen Protonen-CT und Photonen-CT besteht hauptsächlich in der Interaktion zwischen den Partikel und der Materie und damit im Energieverlust der Partikel. Die Protonen sind größer und positiv geladen und können so mehr mit anderen Partikeln interagieren. Die Protonen bremsen und geben die meiste Energie im Bragg-Peak ab. Ein Protonen-CT benötigt daher viel Energie. Hieraus resultiert die Möglichkeit, umliegendes gesundes Gewebe noch besser schonen zu können, als dies bei der perkutanen Strahlentherapie mit Photonen möglich ist. Die Eindringtiefe der Protonen ist im Gegensatz zu Photonen millimetergenau und individuell steuerbar. Daher wird die benötigte Strahlendosis mit hoher Präzision im Tumor und nicht im gesunden Gewebe freigesetzt. Es ist wichtig, dass der Bragg-Peak nicht im Patient verbleibt.

## Geschichte
Protonen-CT wurde erstmals von Allan McLeod Cormack im Jahr 1963 in einem Artikel theorisiert. Der Artikel beschreibt verschiedene medizinische Bestrahlungen. Er entdeckte, dass das Protonen-CT weniger Dosis als das Photonen-CT gibt, aber die Ortsauflösung schlechter ist. Im Jahr 2000 haben Zygmanski und Kollegen ein Kegelstrahl-Protonen-CT präsentiert. In den frühen 2000er-Jahren ist der klinische Bedarf für Protonen-CT gestiegen, was dazu geführt hat, dass eine Gruppe Naturwissenschaftler sich zusammengeschlossen hat, um an dem Konzept des Protonen-CTs zu arbeiten.

## Aktuelle Relevanz
Manche Institutionen nutzen das Protonen-CT im Kontext der Protonentherapie, zum Beispiel die Universität Bergen, die Universitätsklinik Haukeland und die Universität Utrecht. Welcher Detektortyp benutzt werden sollte, ist zurzeit noch Gegenstand der Forschung. Das Protonen-CT kann helfen, die Unsicherheit in der Position des Bragg Peak zu reduzieren, sodass die Protonentherapie auch im näheren Umfeld wichtiger Organe benutzen werden kann.